# Каратомар (Северо-Казахстанская область)
Каратомар (каз. Қаратомар) — село в Аккайынском районе Северо-Казахстанской области Казахстана. Село входит в состав Астраханского сельского округа. Расположено у западной границы села Астраханка. Код КАТО — 595835200.

## История
Указом ПВС Казахской ССР от 16.08.1971 года посёлку центральной усадьбы Советского лесхоза присвоено наименование село Каратомар.

## Население
В 1999 году численность населения села составляла 329 человек (160 мужчин и 169 женщин). По данным переписи 2009 года, в селе проживало 293 человека (146 мужчин и 147 женщин).

## Инфраструктура
В селе Каратомар есть сельский клуб.
В селе расположены следующие улицы:
- улица Дорожная
- улица Центральная
- улица Парковая
- улица Зеленая
- улица Яблоневая